# Mosogno
Mosogno est une localité et une ancienne commune suisse du canton du Tessin, située dans le district de Locarno.

## Histoire
Composé des hameaux de Bairone, Chiosso et Mosogno Sotto, la circonscription fait partie, depuis le Moyen Âge, de la squadra de Russo avant de devenir une commune autonome après l'acte de Médiation. 
Le 1er janvier 2017, la commune est intégrée, tout comme ses voisines Gresso, Vergeletto et Isorno, dans celle d'Onsernone.